# Sexsmith
Sexsmith est une ville (town) du comté de Grande Prairie No 1, située dans la province canadienne d'Alberta.

## Toponymie
Le nom de Sexsmith commémore David Sexsmith, un trappeur et marchand qui s'est établi dans la région en 1898 et qui a ouvert un magasin juste au nord de la localité en 1912. Il a déménagé son magasin dans la ville avec l'ouverture du chemin de fer en 1916. Avant de porter son nom actuel, le lieu s'est appelé Bennville, du nom du pionnier J.B. Benny Foster dont l'homestead était localisé directement sur le site de la future ville. Le nom a changé pour l'actuel en 1918 du fait que « Bennville » était un doublon avec une autre ville.

## Démographie
En tant que localité désignée dans le recensement de 2011, Sexsmith a une population de 2 418 habitants dans 807 de ses 848 logements, soit une variation de 22,8 % avec la population de 2006. Avec une superficie de 13,24 km2, la ville possède une densité de population de 180,1 hab/km2 en 2011.
Concernant le recensement de 2006, Sexsmith abritait 1 959 habitants dans 657 de ses 672 logements. Avec une superficie de 3,425 0 km2, la ville possédait une densité de population de 572,0 hab/km2 en 2006.
| 2001  | 2006  | 2011  | 2016  |
| ----- | ----- | ----- | ----- |
| 1 653 | 1 959 | 2 418 | 2 620 |